# Clóvis Beviláqua
Clóvis Beviláqua (Viçosa do Ceará, 4 ottobre 1859 – Rio de Janeiro, 26 luglio 1944) è stato un giurista brasiliano.
Docente di diritto civile a Recife e consigliere giuridico del Ministero degli Esteri, fu per lungo tempo membro dell'Accademia Brasiliana.